# Мі Фу
Мі Фу (*1051 —1107) — один з провідних живописців та каліграфів часів династії Північна Сун.

## Життєпис
Походив з купецької родини. Народився у м. Сян'ян (у північній частині сучасної провінції Хубей. Він захопився колекціонуванням у 12 років. Паралельно Мі Фу проводив і реставраційні роботи. Завдяки багаторічному досвіду колекціонера і реставратора, який вимагав великих і детальних знань щодо мистецтва старих і сучасних йому майстрів, Мі Фу став видатним експертом. У наступні роки родина Мі кілька разів змінювало місце проживання, переїхавши у 1081 році на південний схід — до м. Цзіньлін (околиці сучасного м. Нанкін, провінція Цзянсу). Звідти Мі Фу уже за власною ініціативою, переїхав до м. Жуньчжоу, де увійшов до найближчого оточення Су Ши, організатора та ідейного лідера веньжень хуа. Рано втративши батька, Мі Фу отримав у спадок значний стан, що дозволило йому не думати про службову кар'єру і повністю присвятити себе творчості, колекціонування творів мистецтва (переважно живопису і каліграфії) і меценатству.
У 1091 році Мі Фу змінив своє ім'я, замінивши рідкісний і претензійний ієрогліф фу (黻), що означає вишивку на імператорському ритуальному вбранні, на омонім, що теж належить до ритуальної лексики («фартух з тиснення шкіри», деталь церемоніального одягу аристократів), і мав дві фонетичні норми — фу і фей, через що ім'я художника можна вимовляти по-різному.
Мі Фу ще за життя перетворився на легендарну постать — популярного персонажа оповідань і анекдотів, які згодом були зібрані Фань Мінтаєм. Познайомившись з Лі Гунлінєм, майстерним художником, другом і однодумцем Су Ши, і навчившись під його керівництвом мальовничій майстерності, він захопився копіюванням чужих робіт, досягнувши успіху у цій справі настільки, що ніхто з сучасників не міг відрізнити зроблені ним повторення від оригіналів. Займатись власне мальовничою творчістю Мі Фу розпочав коли йому було близько 55 років, після того, як його вчитель змушений був припинити роботу через хворобу рук (ревматизму). Оригінальність натури Мі Фу виявлялася і в повсякденному житті. Він був схильний до екстравагантних вчинків, зокрема, одягався суто у сукні, стилізовані у вигляді одягу епохи Тан.
Пізнання експерта і мальовничі досліди Мі Фу принесли йому найширшу прижиттєву популярність. Під час реформ Академії живопису він був запрошений особисто імператором Хуей-цзуном на службу. Проте у столиці Мі Фу пропрацював лише близько року: переконавшись, що звички і поведінка «екстравагантного генія» несумісні з придворним етикетом, Хуей-цзун визнав за благо дозволити художнику повернутися додому. Перед смертю Мі Фу спалив більшу частину своїх картин. Цей вчинок художника можна вважати однією з причин того, що тепер немає можливості дознозначно атрибутувати його роботи.

## Творчість
Судячи з даних зі зведеного каталогу імператорської колекції «Каталог мальовничої колекції періоду під девізом правління Сюань-хе», у складанні якого Мі Фу брав особисту участь, він працював у різних жанрах — «квіти і птахи», хуа-няо, створюючи композиції із зображень квітучої сливи (мо-мей), орхідей, хризантем і сосен; у пейзажі — шань-шуй («живопис / зображення гір і вод»); а в останні роки життя віддавав перевагу побутової живопису — жень-у (人物, «живопис й зображення фігур»), наслідуючи манері великих майстрів минулого — Гу Кайчжі і У Дао-цзі. Збереглися відомості про створення ним не менше 4 автопортретів та галереї образів уславлених діячів культури — каліграфів, поетів минулих епох.
Найбільш повно Мі Фу проявив себе у каліграфії та пейзажі, головною темою якого були гори у хмарах й тумані. Найбільш показовим для манери Мі Фу вважається сувій «Весняні гори і сосни», інший переклад назви — «Весняні гори і чудові» або «Благовісні сосни». Перший план зайнятий пагорбом, що ледве виступає з туману, порослим кількома деревами, переданими у навмисно примітивній стилізованій манері «дитячого» малюнка, в якому відсутні сліди професійної малярської майстерності. Вважається, що до подібного «дилетантизму» Мі Фу вдавався усвідомлено (обравши його методом реалізації вимоги Су Ши відмовитися від академічних навичок), хоча в реальності майстер віртуозно володів пензлем, використовуючи не тільки традиційні, а й винайдені ним же прийоми, які нерідко насилу піддаються «розшифровці». Характеризуючи їх, наступні критики та знавці китайського живопису мимоволі вдаються до образних визначень і метафор, вважаючи, наприклад, що виконані художником крапки (дянь) здаються «летючими», «нагадують Чумацький шлях».
Мі Фу використовував ексцентричні техніки, працюючи солом'яним пензлем або стеблом трави. До числа малярських досягнень майстра належать також винахід «безкісткового методу» мейгу-хуа), в якому він остаточно відмовився від лінії у зображеннях об'єктів пейзажу, оперуючи кінчиком пензля, гострим, «наче шило, пронизує пісок» і наносячи безліч крапок, які утворювали контури зображень. Мі Фу створював і монохромні композиції, про що свідчить написаний тушшю на папері краєвид з колекції Накамури (м. Токіо).
Ландшафтний живопис Мі Фу утворив у китайському пейзажі окреме течію — «туманно-хмарний стиль». Він примітний тим, що сходить до даоської релігійної традиції, передаючи уявлення про «чудесне харчування» адепта, що забезпечує безсмертя. З іншого боку, образ ландшафту, прихований від очей туманом, служить поширеним в даосизмі символом незбагненності законів світобудови дао. Разом з тим, стиль Мі Фу повністю відповідав естетичним установкам навчання буддійської школи Чань, які вимагали спонтанності художнього процесу, що народжує враження ескізності твори, обов'язкової наявності в ньому глибинного сенсу, що виступає у формі натяку і «недомовленості». Утворив власну традицію всередині «південного» пейзажу і початково служив специфічною приналежністю творчості самодіяльних «художників-чиновників» (шіжень).
Пізніше вплив «туманно-хмарного стилю» Мі Фу простежується у живопису епохи Південна Сун.
Теоретична спадщина Мі Фу відображена у трактаті «Історія живопису», що являє собою колекцію розрізнених заміток художника і записів його висловлювань.

## Літературна діяльність
Теоретичну спадщину Мі Фу відображено в трактаті «Хуа ши» («Історія живопису»), що являє собою колекцію розрізнених нарисів художника і записів його висловлювань. «Хуа ши» вважається першим в історії китайської естетичної думки трактатом експертно-кваліфікаційного характеру, що містить дані по атрибуції творів образотворчого мистецтва, їх зберіганню та реставрації. Ці відомості доповнені спостереженнями автора про стилістичні й технічні особливості творчості окремих майстрів, критичними зауваженнями щодо бачених ним особисто картин і окремими біографічними даними, а також міркуваннями з приводу сутності малярської творчості.

## Родина
Мі Южень （1074—1153） — китайський художник.